# قسموس أجرب
قسموس أجرب (الاسم العلمي:Cosmos scabiosoides) هو نوع من النباتات يتبع جنس القسموس من الفصيلة النجمية.